# 2000年シドニーオリンピックのサッカー競技
2000年シドニーオリンピックのサッカー競技（2000ねんシドニーオリンピックのサッカーきょうぎ）は、男子競技が9月13日から9月30日に行われ、カメルーンが金メダルを獲得した。女子競技は9月13日から9月28日に行われ、ノルウェーが金メダルを獲得した。

## 概要
試合はオリンピックスタジアムの他、シドニー、キャンベラ、アデレード、ブリスベン、メルボルンの合計5都市6会場で開催された。
オリンピック憲章には、「競技期間は16日を超えてはならない」とあり、開会式を含めると17日間がオリンピック開催期間である。1996年のアトランタオリンピックまでは、サッカーも開会式後から日程が組まれていたが、中1日の過密日程を強いられていた。サッカー競技が開催される夏季オリンピックは北半球の夏に開催されることが多いため、暑さによる選手の健康面の悪影響が懸念されていた。そのため、国際サッカー連盟(FIFA)が国際オリンピック委員会(IOC)と協議し、グループリーグに中2日の間隔を取るため、特例で開会式の数日前からサッカーを開始することが今大会から認められた（ただし、開会式に先行して試合が行われた期間は、公式なオリンピックの開催期間には入れられていない）。
男子競技では、前回大会（1996年アトランタ大会）のナイジェリアに続いて、アフリカから出場したカメルーンが金メダルを獲得し、アフリカの躍進を印象付けた。また、銀メダルのスペインはシャビ、プジョル、カプデビラ、マルチェナら後にA代表の主力となる選手たちが活躍し、10年後の2010 FIFAワールドカップでスペインの初優勝に大きく貢献した。
日本はフィリップ・トルシエ監督がA代表監督と兼任する形でチームを率い、年代別の世界大会で好成績を収めてきた選手たちを中心に、アジア予選は12試合合計66得点をマークして全勝と、他のチームを寄せ付けない強さを発揮し難なく突破。本大会もA代表の中心選手となっていた中田英寿や中村俊輔などを中心とする「史上最強」と称されたメンバーが出場（黄金世代参照）し、グループリーグを2勝1敗の2位で突破して銅メダルに輝いた1968年メキシコシティ大会以来32年ぶりの決勝トーナメント進出を果たす。準々決勝でアメリカにPK戦までもつれた末敗れてベスト8となった。
なお、日本はオリンピック終了後に行なわれたA代表の大会『AFCアジアカップ2000』では本大会に出場したメンバーを中心とした選手構成で臨み、圧倒的な強さを発揮して優勝している。

## 各国メダル数
| 順 | 国・地域       | 金 | 銀 | 銅 | 計 |
| -- | -------------- | -- | -- | -- | -- |
| 1  | カメルーン     | 1  | 0  | 0  | 1  |
| 1  | ノルウェー     | 1  | 0  | 0  | 1  |
| 3  | スペイン       | 0  | 1  | 0  | 1  |
| 3  | アメリカ合衆国 | 0  | 1  | 0  | 1  |
| 5  | チリ           | 0  | 0  | 1  | 1  |
| 5  | ドイツ         | 0  | 0  | 1  | 1  |